# 贵州省人民检察院
贵州省人民检察院是贵州省的检察机关，现任检察长为王永金。